# David Margulies
David Margulies (New York, 19 februari 1937 - aldaar, 11 januari 2016) was een Amerikaans televisie- en theateracteur.

## Biografie
Margulies was een zoon van een verpleegster en museummedewerkster en een advocaat. Meteen na zijn afstuderen aan het City College of New York maakte hij in 1958 zijn acteerdebuut met het toneelstuk Golden 6. Zijn eerste optreden op Broadway was in 1973 in het toneelstuk The Iceman Cometh van Eugene O'Neill. 
Margulies begon in 1972 met acteren voor televisie in de film Scarecrow in a Garden of Cucumbers. Hierna heeft hij rollen gespeeld in films en televisieseries zoals The Front (1976), Last Embrace (1979), All That Jazz (1979), Dressed to Kill (1980), Ghostbusters (1984), Ghostbusters II (1989), Ace Ventura: Pet Detective (1994), Law & Order (1991-2004), The Sopranos (2000-2007) en Noise (2007).
Na zijn dood ging op 15 april 2016 nog zijn laatste film Curmudgeons in première. Een ode van medespeler en regisseur Danny DeVito aan zijn decennialange kameraad Margulies, die tijdens de opnames al aan een fatale longziekte leed. 

## Filmografie

### Films
Selectie:
- 2007 · Noise – als man met een hartaanval
- 1998 · Celebrity – als adviseur Adelman
- 1994 · Ace Ventura: Pet Detective – als dokter
- 1992 · A Stranger Among Us – als luitenant Oliver
- 1989 · Ghostbusters II – als burgemeester Lenny
- 1988 · Running on Empty – als dr. Jonah Reiff
- 1988 · Candy Mountain – als advocaat
- 1987 · Ishtar – als mr. Clarke
- 1986 · 9½ Weeks – als Harvey
- 1984 · Ghostbusters – als burgemeester
- 1983 · Daniel – als dr. Duberstein
- 1980 · Dressed to Kill – als dr. Levy
- 1979 · All That Jazz – als Larry Goldie
- 1979 · My Old Man – als Chubby
- 1979 · Last Embrace – als Rabbijn Josh Drexel
- 1976 · The Front – als Phelps

### Televisieseries
Uitgezonderd eenmalige gastrollen.
- 2016 · Madoff - als Elie Wiesel - 4 afl.
- 2000–2007 · The Sopranos – als Neil Mink – 8 afl.
- 1996 · The City – als Marty Burns - ? afl.

### Theaterwerk
- 2007 · All That I Will Ever Be – als Raymond
- 2003 · Wonderful Town – als Appopolous
- 2001 · 45 Seconds from Broadway – als Harry Fox
- 1999 · Cranes
- 1996 · A Thousand Clowns – als Arnold Burns
- 1993 · Angels in America: Perestroika – als Roy Cohn
- 1993 · Angels in America: Millennium Approaches – als Roy Cohn
- 1992 · Conversations with My Father - Zaretsky
- 1989 · Café Crown – als Mendel Polan
- 1983 · Brighton Beach Memoirs – als Jack Jerome
- 1981 · The West Side Waltz – als Serge Barrescul
- 1979 · Break a Leg – als Imre Laszlo
- 1976 · Comedians – als Sammy Samuels
- 1976 · Zalmen of the Madness of God – als de dokter
- 1973 · The Iceman Cometh
- 1958 · Golden 6

- Bibliothèque nationale de France: cb14203236b (data)
- Gemeinsame Normdatei: 132893347
- International Standard Name Identifier: 0000 0001 1492 2215
- Library of Congress Control Number: no2001071216
- Nationale Bibliotheek van Tsjechië: xx0283660
- Nationale Bibliotheek van Israël: 987007306218805171
- Istituto Centrale per il Catalogo Unico: RAVV281903
- Virtual International Authority File: 58735976
- WorldCat: E39PBJdGJkb6xG6vFKqM6vw3cP